# 米哈埃拉·乔巴努
米哈埃拉·乔巴努（羅馬尼亞語：Mihaela Ciobanu，1973年1月30日—），罗马尼亚、西班牙女子手球运动员。她曾代表西班牙国家队参加2012年夏季奥林匹克运动会手球比赛，获得一枚铜牌。